# Out of Control (sång)
Out of Control är en låt skriven av Mick Jagger och Keith Richards som lanserades av The Rolling Stones 1997 på albumet Bridges to Babylon. Låten var den sista singeln från albumet. En liveversion finns med på albumet No Security som släpptes 1998.
Låten handlar över en man som reflekterar över sitt liv i en regnig storstad, och hur han nu tappat kontrollen över allt. Verserna sjungs mer återhållsamt, medan refrängen sjungs mer intensivt. Mick Jagger spelar ett munspelssolo på låten. Ett stort antal utomstående musiker medverkar också på inspelningen.

## Listplaceringar
- UK Singles Chart, Storbritannien: #51[1]